# Eva Mulner
Eva Mulner (auch: Johann Mulners Hausfrau) (* um 1575 wohl in Wassenach; † November 1609 in Wehr) war Opfer der Hexenverfolgung in Wehr. Sie wurde im November 1609 hingerichtet.

## Leben

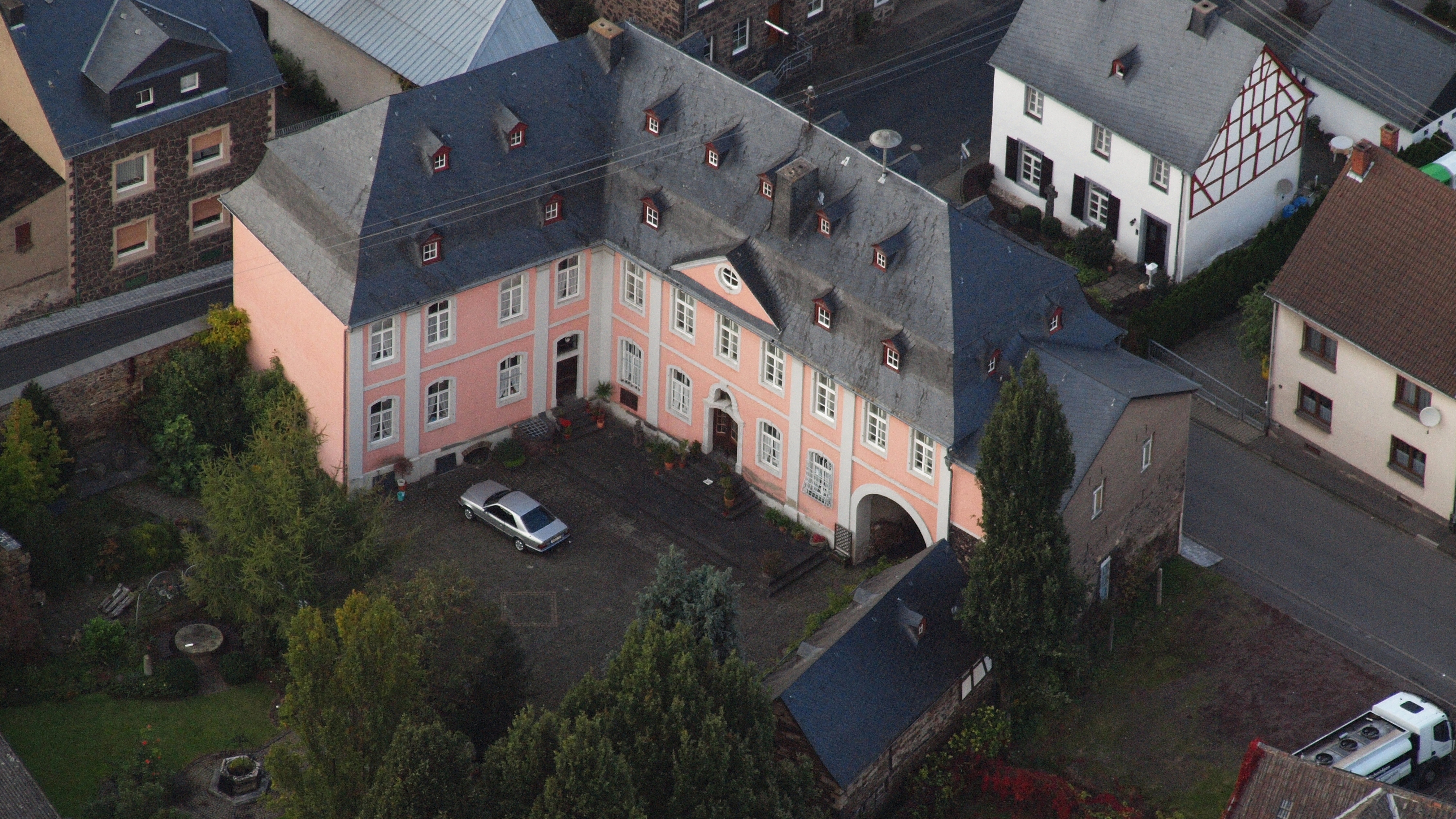
Burghaus Wassenach, Luftaufnahme (2014)

Die Magd Eva Mulner hatte in Wassenach um 1594 mit dem Junker Anton Kolve von Wassenach eine „Affaire“, aus der ein Kind entstand. Junker Anton Kolve war älter, denn er hatte schon 1549 die Nachfolge seines Vaters angetreten. Seine Frau war seit etlichen Jahren tot, und auch sein einziges Kind, sein Sohn Emund, war bereits gestorben. Demnach drohte die direkte Linie der Kolve, die das Burghaus Wassenach immerhin schon seit mindestens 1391 als kurkölnisches Lehen besaßen, auszusterben. Anscheinend hatte Anton Kolve die ernste Absicht gehabt, die Magd Eva Mulner zu heiraten, um so seinen Stamm fortzusetzen.
Solch eine unstandesgemäße Verbindung musste als Skandal gelten. Neid und Missgunst könnten Hintergrund der Verdächtigungen gewesen sein und zu offenen oder versteckten Hexereivorwürfen gegen Eva Mulner geführt haben. Noch vor der Geburt des gemeinsamen Kindes zog Eva nach Wehr, doch hielten beide auch nach der Geburt ihr Verhältnis aufrecht. Am 15. Mai 1599 starb Anton Kolve von Wassenach.
Eva heiratete dann Johann Mulner aus Wehr, der 1602 als Gerichtsschöffe genannt wird. Er besaß Haus, Hof und Garten und war wohl Pächter der Steinfelder Mühle in Wehr.

## Hexenprozess
Am Montag, den 7. September 1609, wurde Eva Mulner verhaftet und in der Kellerei festgesetzt. Wegen angeblicher Hexerei war Eva von etlichen Frauen „besagt“ worden, welche am 9. November 1606 hingerichtet wurden. Erschwerend kam hinzu, dass sie nach allgemein verbreitetem Gerücht  schon seit längerer Zeit unter starkem Zaubereiverdacht stand.
Am Mittwoch, den 9. September 1609, begann der Prozess gegen Eva Mulner. Mitglied des Gerichts  war unter anderen Thomas Lehenmann, wohl ein Sohn des Ewald Lehenmann, der im Amt Nürburg zwischen 1591 und 1593 mindestens 28 „Hexen“ und „Zauberer“ hinrichten ließ. Auch in der Grafschaft Arenberg ließ er im September/Oktober 1593 zwölf Frauen als Hexen hinrichten.
Zwei Stunden lang wurde Eva Mulner vom Gericht gedrängt, ein freiwilliges Geständnis abzulegen, allerdings ohne Erfolg. Dann wurde dem Scharfrichter Meister Balthasar befohlen, Eva in „tortura …zu examinieren“, bis die Angeklagte ein Geständnis ablegte: Teufelspakt,  Teufelsbuhlschaft, Teilnahme am Hexensabbat und „Mißbrauch der Hochheiligen Sacramentn“. Eva gestand, dass sie bei der Heiligen Kommunion die Hostie nicht heruntergeschluckt, sondern auf die Erde geworfen habe.
Nachdem Eva am Ende des ersten Verhandlungstages in ihre Zelle zurückgeführt worden war, wurde der Prozess zwei Tage später, am Freitag, den 11. September fortgesetzt, denn sie hatte keinen Fall von Schadenzauber gestanden, was für eine Hinrichtung Voraussetzung war.
Zunächst erfolgte wieder die gütliche Ermahnung, ein freiwilliges Geständnis abzulegen. Doch es folgte kein Geständnis, sondern Eva widerrief alles, was sie zwei Tage vorher gestanden hatte. Also beschloss das Gericht die Fortsetzung der Folter, wieder mit der Beinschraube und dem Hochziehen am Seil. Und nun geschah etwas Unglaubliches: Am Seil hängend begann Eva zu singen: Nun bitten wir den Heiligen Geist und Christ fuhr auf gen Himmel mit seinen zwölf Jüngern. Und sie sang „diese zwey Lobsängen von anfangh bis zu endt“, wie der Schreiber erstaunt vermerkt.
Dann war Eva mit ihren Kräften am Ende, und sie bestätigte ihr Geständnis vom Montag. Sie hoffe, „Gott der Almechtig wurdt ir vertziehen haben“, auch hoffe sie „bey der Obrigkeit gnadt erlangen vnd das leben erhalten“. „Auff alsulches sie der Torturae erlaßen, vnd widerumb zur gefengnus hingefhurtt“ – mit diesem Satz endet das Protokoll. Der Prozess wurde wohl am Samstag oder Montag fortgeführt und endete mit dem Todesurteil.
Eva Mulner wurde verbrannt. Innerhalb von drei Jahren war Eva Mulner das siebte Opfer der Hexenjagd in Wehr. Vollstreckt wurde das Urteil am Werer gericht neben dem Galgen an dem alten Weg von Wehr nach Maria Laach nahe dem Schlader Busch.